# 髙橋大輔 (探検家)
髙橋 大輔（たかはし だいすけ、1966年 - ）は、日本の探検家、作家。秋田県秋田市出身。探検家クラブ（ニューヨーク）および王立地理学協会のフェロー会員。

## 人物
明治大学政治経済学部在学中から世界六大陸を放浪。｢物語を旅する｣をテーマに世界各地の神話や伝説を検証し、文献と現場への旅を重ねている。
2005年、米国のナショナルジオグラフィック協会から支援を受けたロビンソン・クルーソー島国際探検隊でエクスペディション・リーダー（探検隊長）を務め、ロビンソン・クルーソーのモデルであったアレクサンダー・セルカークの住居跡を発見した。

## 出演番組
- クレイジージャーニー（TBS）（2017年6月2日 , 9月7日 , 2018年1月17日）

- ごごカフェ MC武内陶子（NHK）（2022年7月27日）

- アドベンチャー魂BS 
TBS(2022年10月19日)

## 著書
- 『ロビンソン・クルーソーを探して』（新潮社、1999年、のち文庫）
- 『浦島太郎はどこへ行ったのか』（新潮社、2005年、ISBN 978-4104315024）
- 『間宮林蔵・探検家一代 海峡発見と北方民族』（中公新書ラクレ、2008年、ISBN 978-4121502971）
- 『ロビンソンの足あと 10年かけて漂流記の家を発見するまで』（日経ナショナルジオグラフィック社、2010年、ISBN 978-4863131071）
- 『トラベルチップス』（秋田魁新報社、2012年、ISBN 978-4870203242）
- 『12月25日の怪物 謎に満ちた「サンタクロース」の実像を追いかけて』（草思社、2012年）のち文庫
- 『命を救った道具たち』（アスペクト、2013年、ISBN 978-4757222076）
- 『漂流の島: 江戸時代の鳥島漂流民たちを追う』（草思社、2016年、ISBN 978-4-7942-2202-2）
- 『剱岳-線の記 :平安時代の初登頂ミステリーに挑む』朝日新聞出版, 2020.8
- 『最高におもしろい人生の引き寄せ方 = How to make the crazy life』アスコム, 2021.3